# Bedřich Tylšar
Bedřich Tylšar (* 9. července 1939 Vrahovice) je český hráč na lesní roh a hudební pedagog. Jeho bratr Zdeněk Tylšar byl také hráčem na tento hudební nástroj.

## Život a dílo
Své hudební vzdělání získal v roce 1958 na kroměřížské konzervatoři P. J. Vejvanovského, v letech 1962–1967 vystudoval hru na lesní roh na Janáčkově akademii múzických umění (JAMU) v Brně.
Od ukončení konzervatoře hrál jako orchestrální hráč v gottwaldovské filharmonii (dnešní Filharmonie Bohuslava Martinů Zlín), zde působil až do roku 1963. Během studií na JAMU dále hrál se Symfonickým orchestrem hlavního města Prahy FOK, kde působil až do roku 1968. Poté se stal členem Mnichovské filharmonie, od roku 1973 až do roku 2001 byl členem České filharmonie. Kromě své orchestrální hry vystupoval také jako sólista doma i v zahraničí. Několikrát hrál sólově i na festivalu Pražské jaro. Vystupoval za doprovodu téměř všech českých symfonických orchestrů. Během této své úspěšné profesní dráhy natočil asi 20 gramofonových desek či CD disků zejména pro domácí vydavatelství Supraphon, Panton a slovenský Opus. Existuje také poměrně velké množství nahrávek pořízených jak pro Československý rozhlas resp. Český rozhlas tak i pro Českou televizi. Kromě toho také působil jako člen mezinárodních porot na různých hudebních soutěžích, například soutěži Pražské Jaro v oboru lesní roh roku 2013, získala první cenu jeho bývalá žákyně Kateřina Javůrková. V současné době působí jako pedagog na Pražské konzervatoři (učí zde od roku 1972), vede oddělení žesťových hudebních nástrojů.